# Шепеленко, Андрей Владимирович
Андрей Владимирович Шепеленко (род. 12 мая 1980, Подгорный, Красноярский край) — российский хоккеист, нападающий, тренер.

## Биография
Воспитанник красноярского «Сокола» и екатеринбургского «Спартаковца». Выступал за екатеринбургские СКА (Екатеринбург) и РТИ (обе — 1996/97), «Динамо-Энергия-2» (1997/98, 1999/2000, 2002/03), «Динамо-Энергия» (1998/99, 2001/02 — 2002/03) за «Кедр» Новоуральск (1999/2000, 2000/01, 2003/04), «Металлург» Серов (1999/2000), «Мечел» Челябинск (2004/05), «Сибирь», «Сибирь-2» и «Северсталь» (все — 2005/06), «Нефтехимик» (2006/07 — 2007/08), «Автомобилист» Екатеринбург (2008/09, 2010/11 — 2011/12), «Газовик» Тюмень (2009/10), «Кубань» Краснодар (2012/13 — 2014/15), «Сокол» Красноярск (2015/16 — 2016/17).
В сезоне 2017/18 — главный тренер «Кедра», тренер в ДЮСШ Новоуральска. С 2018 года — тренер в екатеринбургских школах СКА-«Юность», «Д13 Юность».